# Station Książ Wielkopolski
Station Książ Wielkopolski is een spoorwegstation in de Poolse plaats Książ Wielkopolski.